# 在ハンブルク日本国総領事館

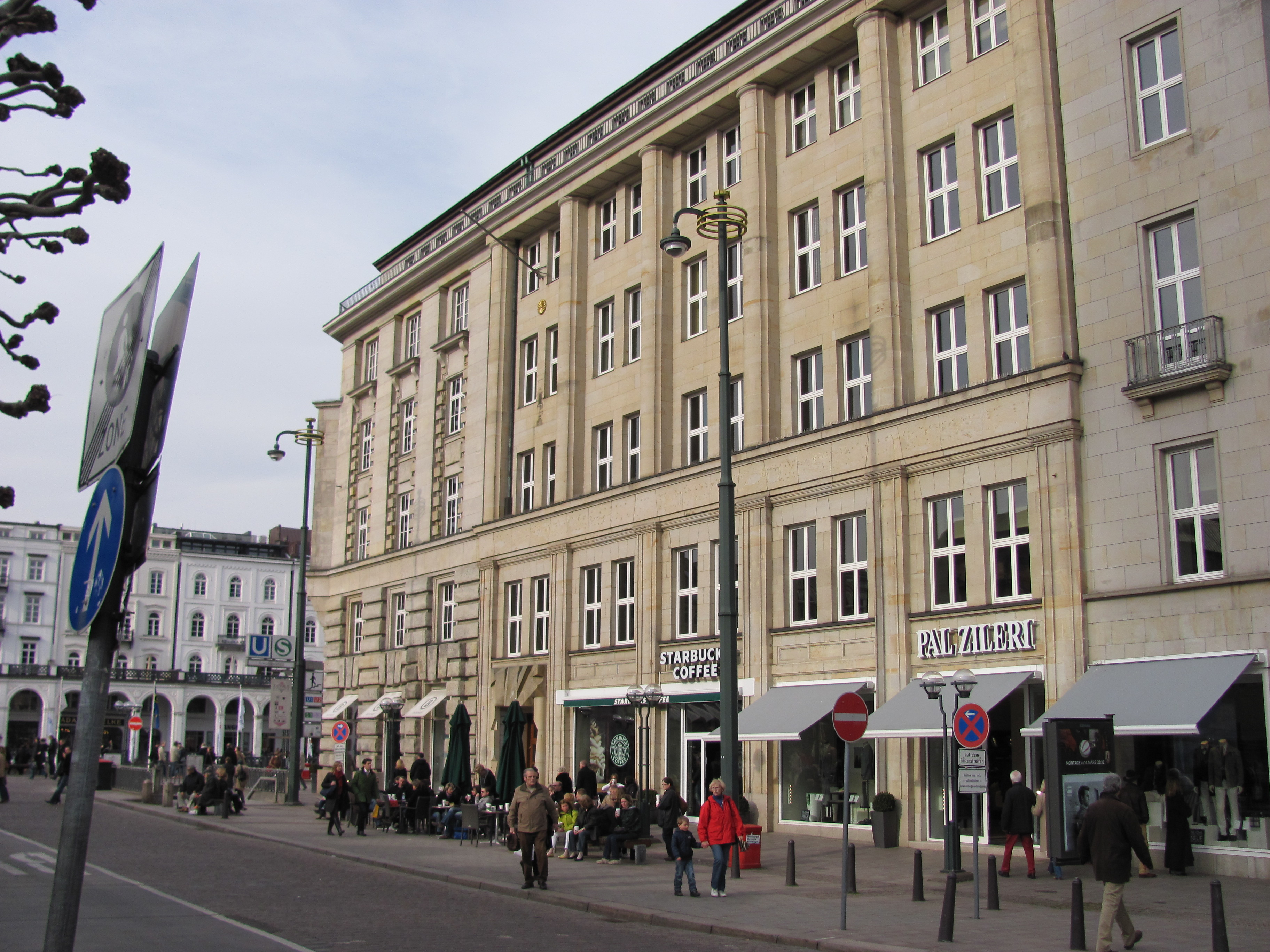
在ハンブルク日本国総領事館の外観（2011年）

在ハンブルク日本国総領事館（ドイツ語: Japanisches Generalkonsulat Hamburg、英語: Consulate-General of Japan in Hamburg）は、ドイツの都市ハンブルクに設置されている日本の総領事館である。2023年１０月より、戸田 真介が総領事を務めている。

## 沿革
- 明治年間、在ハンブルク日本帝国総領事館（在漢堡日本帝国総領事館）の設立が建議され、ハンブルクに総領事館が開設される[2][3]。
- 1914年8月23日、大日本帝国がドイツ帝国に対して宣戦布告して日独両国は戦争状態に突入[4]、それに伴いハンブルクの帝国総領事館も閉鎖される。
- 1920年2月20日、在ハンブルク日本帝国総領事館が再開する。
- 1945年5月7日、ドイツが西側の連合国軍に降伏、同月9日、ドイツがソ連邦に降伏[5]。この時までにハンブルクの帝国総領事館は機能を停止した。
- 1945年8月15日、第二次世界大戦の敗戦により大日本帝国が崩壊[6]。
- 1952年4月21日、サンフランシスコ平和条約の発効日をもって日本とドイツ連邦共和国（当時の西ドイツかつ現在の統一ドイツ）間の国交が回復することを認めた書簡が両国外相間で取り交わされる[7]。
- 1952年4月28日、サンフランシスコ平和条約の発効により日本国が独立[8]、日本とドイツ連邦共和国の国交が再開される[7]。
- 1955年7月1日までに、在ハンブルク日本国総領事館（在ハンブルグ日本国総領事館）が再開されている[9]。
- 2012年12月31日、ハンブルクの総領事館が在ハンブルク出張駐在官事務所（在ハンブルク駐在官事務所）に降格する[10]。
- 2014年8月1日、ハンブルクの出張駐在官事務所が在ハンブルク領事事務所に改称される[10]。
- 2016年1月1日、ハンブルクの領事事務所が総領事館に昇格して、3年ぶりに在ハンブルク日本国総領事館が復活する[11]。

## 所在地
Rathausmarkt 5, 20095 Hamburg。

## 管轄地域
ハンブルク及びブレーメン州、ニーダーザクセン州、シュレースヴィヒ＝ホルシュタイン州を管轄。